# چانوکن کارین
چانوکون کارین (تایلندی: ชานุกูล ก๋ารินทร์؛ زادهٔ ۲۴ آوریل ۱۹۹۷) بازیکن فوتبال است.
وی همچنین در تیم ملی فوتبال تایلند بازی کرده‌است.